# 星海浮沉錄 (1954年電影)
《星海浮沉錄》（英語：A Star Is Born）是一部於1954年上映的音樂劇情片，由乔治·丘克執導、莫斯·哈特編劇、並由茱蒂·嘉蘭和詹姆士·梅森主演。哈特的劇本繼承並改編自1937年的原版電影，以羅伯特·卡爾森、桃樂絲·帕克和艾倫·坎貝爾的原劇本和威廉·A·威爾曼與卡爾森寫成的故事為基礎，此外大衛·賽茲尼克、班·赫克特、林·拉德納二世、約翰·李·馬興、巴德·斯楚伯格和愛德拉·羅傑斯·聖約翰斯都為劇本有不署名的貢獻。
嘉蘭在1950年與米高梅協商解約之後短暫隱退影壇，所以《星海浮沉錄》被大力宣傳為她的復出之作，而嘉蘭也憑藉出色的表演獲得第27屆奧斯卡獎的最佳女主角獎提名，只是最後輸給了《鄉下姑娘》的格蕾丝·凯利。
這部電影是《星海浮沉錄》這個故事的第二個翻拍版本，1937年的原版電影由珍妮·蓋諾和弗雷德里克·馬區主演，1976年的第三版電影由芭芭拉·史翠珊和克里斯·克里斯托佛森主演，最新的2018年第四版電影則由女神卡卡和布萊德利·庫柏主演。
在2000年，這部1954年版的《星海浮沉錄》因在「文化上、歷史上或美學上具重要意義」而被美國國會圖書館選入國家影片登記表保存。這部電影也被美国电影学会名列2002年AFI百年百大愛情電影的第43位以及2006年AFI百年百大歌舞電影的第7位。電影其中由嘉蘭演唱的歌曲〈The Man That Got Away〉也在AFI百年百大电影歌曲中排名第11位。

## 劇情概要
女主角愛絲特·布洛吉特（Esther Blodgett）是一位才華洋溢且有抱負的樂團主唱，而男主角諾曼·緬因（Norman Maine）則是一位事業不斷走下坡的前電影巨星。一天諾曼喝得酩酊大醉地來到圣殿剧院參加一場活動，公關馬特·利比（Matt Libby）試圖讓他遠離舞台。一番憤怒的爭吵後，諾曼不顧一切衝上舞台，而台上有愛絲特與管弦樂團正在表演，於是愛絲特拉著諾曼的手，假裝他也是表演的一部分。愛絲特以此成功化解了尷尬的場面，也讓觀眾用掌聲向諾曼致意。
諾曼在得知是愛絲特挽救了他當晚醜態百出的行為後，他向她致謝並用她的口紅在劇院的牆上畫了一顆心。諾曼邀請愛絲特共進晚餐，然後觀看她在非營業時間俱樂部的表演。諾曼被愛絲特的才華所驚豔，於是鼓勵她追隨自己的夢想，並說服她可以進入電影界，而愛絲特很驚訝諾曼這樣的人會發現她的特別之處。諾曼之後給了愛絲特一次試鏡的機會，建議她「好好睡一覺」，並承諾第二天給她打電話。愛絲特告訴她的樂團成員丹尼·麥奎爾（Danny McGuire）她要放棄即將到來的演出，去洛杉磯拍電影。麥奎爾認為愛絲特她瘋了，試圖勸她不要這樣做，但愛絲特心意已決。諾曼隔天一大早就被叫去拍攝行程，然後病倒了。他想給愛絲特捎個口信，但不記得她的地址。當愛絲特沒有收到諾曼的消息時，她雖然懷疑他不真誠，但她並沒有灰心喪氣，而是通過當免下車餐館服務員和電視廣告歌手來維持收支平衡，她相信無論有沒有諾曼，她都能成功。
諾曼想找到愛絲特，然後他在電視廣告中聽到她唱歌並找到了她。而愛絲特已經搬出了原來住的公寓，但她工作的電影製片廠並不重視她，公司老闆奧利佛·奈爾斯（Oliver Niles）認為愛絲特來當演員只是一時興起而已，但還是給她出演一些小角色。製片廠還擅自將愛絲特的名字隨意改成「維琪·萊斯特」（Vicki Lester），她在領取薪水時才發現這一點。被諾曼說服去聽「維琪」唱歌的奈爾斯也被她所驚豔，於是讓她出演了一部重要的音樂電影，讓她因此一炮而紅。而維琪與諾曼之間的關係也急速升溫，最終步入婚禮殿堂。
隨著維琪的事業不斷蒸蒸日上，諾曼卻因為嚴重酗酒而失業而更加沉淪，因為在艱難的新電影行業裡容忍不下他這樣的人。維琪正在發表奧斯卡獲獎感言時，遲到又喝得醉醺醺的諾曼打斷了她，在她面前漫無目的地來回踱步。當他向會場中聚集在一起、尷尬的好萊塢業界人士們乞討工作時，他不小心打到了維琪的臉。
維琪繼續工作並告訴奈爾斯諾曼已進入療養院。在支持他這麼久之後，維琪擔心諾曼的酗酒對她的影響，同時也理解他正在努力克服自己的酒癮。奈爾斯願意為諾曼提供工作，維琪對此表示感激，認為這可能正是她丈夫繼續向前所需要的動力。諾曼在賽馬場遇到了利比，利比嘲笑他並指責他靠維琪的收入生活，結果由此引發的爭鬥促使諾曼酗酒。他最終因醉酒和擾亂秩序而被捕，並在市監獄服刑九十天。維琪把諾曼保釋出來並和奈爾斯一起帶他回家。諾曼上床睡覺，卻無意中聽到維琪告訴奈爾斯，她打算放棄自己的事業來照顧他，還聽到奈爾斯說諾曼為了酒而毀了自己的職業生涯。這讓諾曼終於意識到自己對自己、維琪、他的事業以及周圍的人做了什麼，他離開了床，愉快地告訴維琪他要去游泳，然後走進海裡淹死了自己。
在諾曼的葬禮上，維琪被記者和毫不關心她心情的粉絲團團圍住。沮喪的維琪因此隱居起來，拒絕見任何人。最後，她的老樂團夥伴丹尼說服她參加一個慈善活動，因為她是諾曼所做的唯一的善事，而他也為了挽救她而死。在聖殿劇院，維琪注意到諾曼在他們見面的那天晚上在牆上畫的心，一瞬間失去了冷靜。當她到達舞台時，司儀告訴她該活動正在全球範圍內轉播，並請她對粉絲說幾句話。她說：「大家好。我是諾曼·緬因夫人」，人群起立鼓掌。

## 演員
- 茱蒂·嘉蘭飾演愛絲特·布洛吉特/維琪·萊斯特
- 詹姆士·梅森飾演諾曼·緬因
- 傑克·卡爾森（英语：Jack Carson）飾演馬特·利比
- 查爾斯·比克福德（英语：Charles Bickford）飾演奧利佛·奈爾斯
- 湯米·努南（英语：Tommy Noonan）飾演丹尼·麥奎爾
- 亞曼達·布雷克（英语：Amanda Blake）飾演首席電台主持人蘇珊·艾汀（Susan Etting）
- 露西·馬洛（英语：Lucy Marlow）飾演蘿拉·萊佛里（Lola Lavery）
- 歐文·培根（英语：Irving Bacon）飾演格雷夫斯（Graves）
- 黑茲兒·謝梅特（英语：Hazel Shermet）飾演利比的秘書
- 珀西·赫爾頓（英语：Percy Helton）（未掛名）飾演威廉·格雷戈里（William Gregory）
- 南西·庫爾普（英语：Nancy Kulp）（未掛名）飾演愛絲特的鄰居
- 法蘭克·普利亞（英语：Frank Puglia）（未掛名）飾演布魯諾（Bruno）
- 斯特羅瑟·馬丁（英语：Strother Martin）（未掛名）飾演送貨員

## 製作

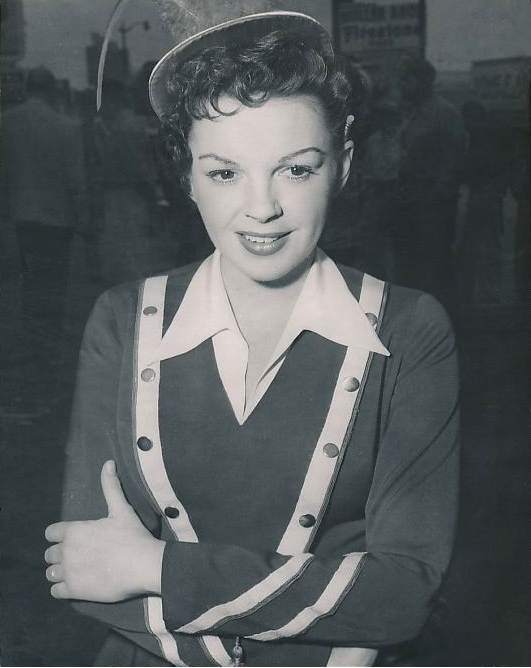
在片場的茱蒂·嘉蘭

1952年12月，西德尼·盧夫特向導演乔治·丘克建議，希望他能把1937年的電影《星海浮沉錄》翻拍成一部音樂片、並由他當時的妻子茱蒂·嘉蘭主演，盧夫特與嘉蘭和幾位同僚還專門為此計畫成立了Transcona Enterprises。嘉蘭此前就曾於1942年在廣播節目《盧克斯廣播劇場》上與沃尔特·皮金一起演出《星海浮沉錄》的故事並飾演維琪·萊斯特這個角色。丘克起初覺得《星海浮沉錄》的劇情與自己在1932年執導的電影《好萊塢的代價》太過相似而拒絕，但在面對能拍攝人生第一部特藝七彩電影、第一部音樂片、與編劇莫斯·哈特合作、特別是與嘉蘭合作的機會，丘克最後還是答應了盧夫特的建議。這是嘉蘭自1950年與米高梅解約之後第一部出演的電影。
然而這部新版《星海浮沉錄》的製作之路從尋找男主角人選開始就困難重重。丘克原本想要曾參演過他執導的三部電影的卡萊·葛倫擔任男主角，丘克為了說服葛倫甚至還和他一起讀過整個劇本。葛倫雖然也同意這會是一生難忘的機會，但他更想和妻子貝特希·德雷克一起旅行，於是堅決推掉了這個出演邀約（他也因此推掉了《羅馬假期》和《龍鳳配》的出演邀約）。此外葛倫也擔心嘉蘭不可靠的惡名。丘克從沒原諒過葛倫拒演這部電影。丘克之後又推薦了亨弗萊·鮑嘉和法蘭克·辛納屈來出演男主角，但都被华纳兄弟的主管杰克·华纳打槍了。嘉蘭則提議由曾與自己在八年前共同主演《哈維女郎》的約翰·霍迪亞克擔任男主角，但霍迪亞克當時沒空。史都華·格蘭傑曾一度是男主角候補人選，但由於無法適應丘克以表演場景作為導演方向的習慣而退出。
最終，男主角的人選定在了詹姆士·梅森身上，電影也於1953年10月12日開拍。幾個月過去，丘克不僅被迫應對不斷修改的劇本，還要面對陷入藥物與酒精依賴、體重大幅波動、多次染病、身心陷入疑病症而表現不穩定的嘉蘭。攝影組用了八天拍攝嘉蘭演唱歌曲〈The Man That Got Away〉一幕的標準鏡頭版本和最終被製片廠高管相中採用的宽银幕电影镜头版本，這也是華納兄弟第一部使用寬銀幕電影鏡頭的電影。
1954年3月，《星海浮沉錄》的粗剪片已完成，但丘克對結果心情複雜，於是在電影最後一幕—嘉蘭演唱歌曲〈Born in a Trunk〉一幕於1954年7月28日凌晨開拍前，丘克就已離開劇組到歐洲紓壓，而拍攝工作就在嘉蘭的專業導師兼該歌曲的作曲人羅傑·伊登斯的監督下完成。
《星海浮沉錄》在1954年8月的第一次試映片長為196分鐘，儘管觀眾反饋熱烈，丘克和剪輯師福爾馬·布朗斯泰德將其剪輯至182分鐘，以便於10月份在紐約首映。雖然電影首映的評價非常好，但華納高管擔心片長會限制每日放映的次數，於是在丘克去印度為《寶華尼車站》尋找拍攝地點而缺席的情況下又把《星海浮沉錄》剪去了兩幕的歌曲場景和關鍵劇情，將片長縮減至154分鐘，丘克稱這個版本的電影他看得「十分痛苦」。
此版本的《星海浮沉錄》的製作成本超過500萬美元，使其成為當時好萊塢製作成本最高的電影之一。

## 發行
1954年10月22日，《紐約時報》報導华纳兄弟將《星海浮沉錄》移除了約27分鐘的片段，新版本的電影則將在同年11月1日重新在電影院上映。

### 1983年修復版
1981年10月，电影艺术与科学学院舉辦了艾拉·蓋希文的致敬典禮，而他為1954年版《星海浮沉錄》所寫的歌曲〈The Man That Got Away〉也在典禮上播出。在典禮結束後，學院院長費伊·基南（Fay Kinan）開始對當年被移除的片段起了興趣，於是在與時任華納兄弟主席羅伯特·戴利商量後，電影保護主義者羅納德·哈弗得以獲准進入華納兄弟的電影儲存設施。哈弗在檔案保管員唐·伍德拉夫（Don Woodruff）和剪輯師克雷格·霍特（Craig Holt）一起在當時因盜竊電影而被定罪的電影圖書管理員梅爾·雷·哈林（Merle Ray Harlin）的存儲設施內找到了被移除的27分鐘中的4分鐘片段。在接下來的六個月間，哈弗找到了更多佚失的片段，包括了兩幕的歌曲場景〈Here's What I'm Here For〉和〈Lose That Long Face〉，此外電影的立體聲原聲帶也在伯班克聲源庫（Burbank sound library）中被發現。雖然約7至8分鐘的劇情片段依然沒能找到，但與其放棄這些片段，修復組選擇將從儲存設施收集到、依然照著劇情順序的劇照與配樂穿插在這些佚失片段中。
1983年7月7日，片長178分鐘的《星海浮沉錄》修復版在无线电城音乐厅首映，當年出演男主角的詹姆士·梅森和嘉蘭的兩位女兒麗莎·明內利和洛娜·盧夫特都出席了首映會。原本修復組在塞缪尔·戈尔德温剧院安排了私人首映會，預計要向丘克展示半完成的修復版，只可惜丘克先於1983年1月24日逝世。1984年春季，修復版電影正式發行並首先在紐約的齊格菲爾德劇院上映。為了這次上映，加蘭演唱歌曲〈The Man That Got Away〉一幕的不同妝髮版本也被包含在其中。同年，公共广播电视公司在製作紀錄片節目《精彩演出》的《茱蒂·嘉蘭：音樂會歲月》（Judy Garland: The Concert Years）一集時，從〈Born in a Trunk〉一幕被剪掉的片段—嘉蘭演唱〈When My Sugar Walks Down the Street〉的片段被發現並在節目上首次在世人眼前播放。

### 家庭媒體
華納家庭錄影公司於2000年9月19日以黑邊寬屏格式發行了176分鐘的《星海浮沉錄》1983年修復版DVD。該DVD版以原版電影的寬銀幕電影鏡頭為基礎進行高畫質數位修復，英語音軌經杜比數位5.1重混音，並附有英語和法語字幕。附加內容包括1954年9月29日在好萊塢潘特吉斯劇院首映的電視轉播、在椰林園首映後慶功宴的花絮、〈The Man That Got Away〉一幕的三個不同版本，配上原創音樂片段、在試映中出現但在電影正式首映前被刪除的〈When My Sugar Walks Down the Street〉片段、電影院的上映前預告片、1937年的原版電影和1976年的翻拍版。
2010年6月22日，華納家庭錄影公司發行了電影的藍光和DVD版本。這次的附加內容包括不同版本的鏡頭、被刪除的片段、嘉蘭錄音場次的摘錄、一本珍稀照片收藏書、新聞材料以及電影歷史學家約翰·弗里克的一篇文章。
華納檔案典藏於2019年5月14日重新發行了藍光和DVD版本。

## 迴響

### 票房
在最初上映期間，《星海浮沉錄》的北美票房為600萬美元。儘管電影大受歡迎，但由於成本過高，並未能為華納兄弟盈利。

### 評價
《星海浮沉錄》收穫了多數影評人的好評。影評匯總網站爛蕃茄上基於40條觀眾影評收獲了98%的好評率，平均評分為8.1/10，該網站對電影的評論家共識認為「《星海浮沉錄》是一部規模宏大、時刻私密的電影，其中還有可能是茱蒂·嘉蘭最棒的演出」。《纽约时报》的影評博斯利·克勞瑟表示這部電影是「多年來映入銀幕的最偉大也最令人心碎的劇情片之一」，他還補充道：「整部片三個小時下來，銀幕上展現出一連串非凡的娛樂內容……在處理這類事情上，沒有人能超越丘克先生，他得到了嘉蘭小姐和梅森先生那令人心動並淌血的表演。」
《綜藝雜誌》的編輯艾伯·格林評論這部電影「選角理想、方向確定、基本成分始終誠實且令人信服。詹姆士·梅森扮演的浪子明星在劇情中看見了嘉蘭小姐身上閃爍著的星塵」。《哈里森報告》上寫道：「……除了是一部經常牽動心弦的強大的人情劇外，影片還充滿了精彩的喜劇元素和非常有趣的音樂插曲，這些插曲的位置恰到好處，不會干擾故事的進展。」該報還讚揚了嘉蘭的演出，寫道她「在這部電影中表現出前所未有的優勢；她不僅充分發揮了她非凡的音樂才能，而且還通過她對善良年輕女子高度同情的描繪而贏得了觀眾的喜愛……」。
《時代雜誌》評價嘉蘭「給出了堪稱現代電影史上最偉大的獨角戲」。《好萊塢報導》的傑克·莫菲特（Jack Moffitt）將這部電影描述為「電影藝術和流行娛樂的完美結合—的戲劇和音樂劇」。他還認為「整部電影是否成功都取決於茱蒂是否真的到位。她的曲風與伊漱·梅曼的一樣個性化和引人注目。而且隨著電影的進展，她在一首又一首精彩的歌曲中證明了這一點」。《新闻周刊》也寫道，這部電影「最好被歸類為茱蒂·嘉蘭激動人心的個人勝利……作為演員，嘉蘭小姐綽綽有餘、作為默劇和喜劇演員，她甚至更好。但作為一名歌手時，她可以駕馭從感傷情歌、藍調到民謠的任何曲風。從很多方面來說，這部電影都是她的。」

### 榮譽
當奧斯卡將最佳女主角頒給格蕾丝·凯利而非嘉蘭時，格魯喬·馬克思給嘉蘭發了一封電報，上面寫著：「親愛的茱蒂，這可是自從布林克以來最大宗的搶劫案。」
| 年份   | 獎項                   | 類別                       | 入圍者                                                                       | 結果 | 來源   |
| ------ | ---------------------- | -------------------------- | ---------------------------------------------------------------------------- | ---- | ------ |
| 1954年 | 1954年紐約影評人協會獎 | 最佳男主角                 | 詹姆士·梅森                                                                  | 提名 | [ 30 ] |
| 1954年 | 1954年紐約影評人協會獎 | 最佳女主角                 | 茱蒂·嘉蘭                                                                    | 提名 | [ 30 ] |
| 1955年 | 第27屆奥斯卡金像奖     | 最佳男主角                 | 詹姆士·梅森                                                                  | 提名 | [ 31 ] |
| 1955年 | 第27屆奥斯卡金像奖     | 最佳女主角                 | 茱蒂·嘉蘭                                                                    | 提名 | [ 31 ] |
| 1955年 | 第27屆奥斯卡金像奖     | 最佳彩色片藝術指導         | 藝術指導：麥爾康·伯特、吉恩·艾倫和艾琳·沙拉夫 場布指導：喬治·詹姆斯·霍普金斯 | 提名 | [ 31 ] |
| 1955年 | 第27屆奥斯卡金像奖     | 最佳彩色片服裝設計         | 尚·路易、瑪麗·安·奈伯格和艾琳·沙拉夫                                         | 提名 | [ 31 ] |
| 1955年 | 第27屆奥斯卡金像奖     | 最佳歌舞片配樂             | 雷·海恩多夫                                                                  | 提名 | [ 31 ] |
| 1955年 | 第27屆奥斯卡金像奖     | 最佳歌曲                   | 〈The Man That Got Away〉 哈罗德·阿伦作曲 艾拉·蓋希文作詞                    | 提名 | [ 31 ] |
| 1955年 | 第7屆美国导演工会奖    | 最佳電影導演               | 乔治·丘克                                                                    | 提名 | [ 32 ] |
| 1955年 | 第12屆金球獎           | 最佳音樂及喜劇類電影男主角 | 詹姆士·梅森                                                                  | 獲獎 | [ 33 ] |
| 1955年 | 第12屆金球獎           | 最佳音樂及喜劇類電影女主角 | 茱蒂·嘉蘭                                                                    | 獲獎 | [ 33 ] |
| 1955年 | 第7屆美国编剧工会奖    | 最佳歌舞片劇本             | 莫斯·哈特                                                                    | 提名 | [ 34 ] |
| 1956年 | 第9屆英国电影学院奖    | 最佳外國女演員             | 茱蒂·嘉蘭                                                                    | 提名 | [ 35 ] |

## 原聲帶專輯
不像電影，《星海浮沉錄》的原聲帶不曾絕版過。其最初是由哥伦比亚唱片在1954年發行，有10英寸78rpm、12英寸33+1/3rpm黑膠唱片版本，以及7英寸45rpm單曲唱片輯版。到了1988年，哥倫比亞唱片直接將從電影的立體聲原聲帶中取出序曲和幾首重要歌曲以CD形式發行再版原聲帶，因為事實上那些歌曲並沒有錄製立體聲母帶。
2004年，為了紀念電影上映50週年，哥倫比亞唱片、遺贈唱片和索尼音樂Soundtrax聯合發行了近乎完整的數位重製擴展版原聲帶。由於缺乏電影中所有歌曲和配樂的完整多軌版本，CD混合了單聲道和立體聲元素，以便製作盡可能完整的原聲帶。由於電影原聲帶中的一些歌曲並不完整，而且許多原始音樂在原始單聲道混音後已佚失或被破壞，因此諸如〈Here's What I'm Here For〉和〈Lose That Long Face〉取自1954年單聲道原聲帶專輯母帶。其他曲目，例如〈Gotta Have Me Go with You〉，雖然大多是立體聲，但使用單聲道原聲帶專輯母帶的簡短部分，以便從曲目中消除各種與劇情相關的音效。由於原始素材已丟失或損壞，所有器樂曲也均為單聲道。
2004年的原聲帶專輯還包括三段剪掉的人聲片段：一是劇中諾曼將自己淹死時播放、由愛絲特演唱的〈It's a New World〉另一版本，二是從〈Born in a Trunk〉一幕中因為片長考量而被剪掉的〈When My Sugar Walks Down the Street〉，三是劇中「千里達椰子油洗髮精」的廣告歌曲〈The Trinidad Coconut Oil Shampoo〉，其是從嚴重磨損、也是唯一擁有完整曲目錄音倖存的醋酸纖維藝術家參考盤上擷取而來。
哥倫比亞1954年原聲帶的單聲道黑膠唱片版於2005年由Prism Leisure在英國以CD形式發行，並可供數位下載。此版本包含茱蒂·嘉蘭在迪卡唱片為其他電影錄製的歌曲。

### 1954年發行版
- 〈Gotta Have Me Go with You〉（哈罗德·阿伦和艾拉·蓋希文）
- 〈The Man That Got Away（英语：The Man That Got Away）〉（阿倫和蓋希文）
- 〈Born in a Trunk〉（羅傑·伊登斯（英语：Roger Edens）作曲、倫納德·格許（英语：Leonard Gershe）作詞）[36]
- 〈Swanee（英语：Swanee (song)）〉（喬治·蓋希文）
- 〈I'll Get By（英语：I'll Get By (As Long as I Have You)）〉（羅伊·特克（英语：Roy Turk）和佛雷德·E·阿勒特（英语：Fred Ahlert））
- 〈You Took Advantage of Me（英语：You Took Advantage of Me）〉（勞倫茲·哈特和理查·羅傑斯）
- 〈The Black Bottom〉（佩瑞·布拉德佛（英语：Perry Bradford））
- 〈The Peanut Vendor（英语：The Peanut Vendor）〉（摩西·西蒙斯（英语：Moisés Simons））
- 〈My Melancholy Baby（英语：My Melancholy Baby）〉（厄尼·伯內特(Ernie Burnett)和喬治·A·諾頓（英语：George A. Norton））
- 〈Here's What I'm Here For〉（阿倫和蓋希文）
- 〈It's a New World〉（阿倫和蓋希文）
- 〈Someone at Last〉（阿倫和蓋希文）
- 〈Lose That Long Face〉（阿倫和蓋希文）

### 1988年發行版
- 〈Overture〉
- 〈Gotta Have Me Go with You〉
- 〈The Man That Got Away〉
- 〈Born in a Trunk〉組曲
- 〈Here's What I'm Here For〉
- 〈It's a New World〉
- 〈Someone at Last〉
- 〈Lose That Long Face〉

### 2004年發行版
- 〈Overture〉
- 〈Night of the Stars〉（器樂曲）
- 〈Gotta Have Me Go with You〉
- 〈Norman at Home〉（器樂曲）
- 〈Passion Oriental〉（器樂曲）
- 〈The Man That Got Away〉
- 〈Cheatin' on Me〉（器樂曲）
- 〈I'm Quitting The Band〉（器樂曲）
- 〈The Man That Got Away〉（器樂曲）
- 〈Esther in the Boarding House〉（器樂曲）
- 〈Oliver Niles Studio〉（器樂曲）
- 〈Esther's Awful Makeup〉（器樂曲）
- 〈First Day in the Studio〉（器樂曲）
- 〈Born in a Trunk〉組曲
- 〈Easy Come, Easy Go〉（器樂曲）
- 〈Here's What I'm Here For〉
- 〈The Honeymoon〉（器樂曲）
- 〈It's a New World〉
- 〈Someone at Last〉
- 〈Lose That Long Face〉
- 〈Norman Overhears the Conversation〉（器樂曲）
- 〈It's a New World〉（第二版本）
- 〈The Last Swim〉（器樂曲）
- 〈Finale〉/〈End Credits〉（器樂曲）

附贈曲目
- 〈When My Sugar Walks Down the Street〉
- 〈The Trinidad Coconut Oil Shampoo〉

### 2005年發行版
- 〈Gotta Have Me Go with You〉
- 〈The Man That Got Away〉
- 〈Born In a Trunk Medley〉
- 〈Here's What I'm Here For〉
- 〈It's a New World〉
- 〈Someone at Last〉
- 〈Lose That Long Face〉

附贈曲目（茱蒂·嘉蘭在迪卡唱片錄音室錄製的歌曲）
- 〈Over the Rainbow〉（1939年7月28日錄製）
- 〈I'm Nobody's Baby〉（1940年4月10日錄製）
- 〈For Me and My Gal（英语：For Me and My Gal (song)）〉（與金·凱利合唱，1942年7月26日錄製）
- 〈When You Wore a Tulip (And I Wore a Big Red Rose)〉（與金·凱利合唱，1942年7月26日錄製）
- 〈Have Yourself a Merry Little Christmas（英语：Have Yourself a Merry Little Christmas）〉（1944年4月20日錄製）
- 〈The Boy Next Door（英语：The Boy Next Door (song)）〉（1944年4月20日錄製）
- 〈The Trolley Song（英语：The Trolley Song）〉（1944年4月20日錄製）
- 〈Meet Me in St. Louis〉（1944年4月21日錄製）
- 〈On the Atchison, Topeka, and the Santa Fe（英语：On the Atchison, Topeka and the Santa Fe）〉（與歡樂麥克合唱團（英语：The Merry Macs）合唱，1945年7月7日錄製）

## 翻拍版
由於《星海浮沉錄》的經典性，其在誕生之後便被數次翻拍與改編。值得注意的是，這部1954年的《星海浮沉錄》本身是1937年原版電影的翻拍版，並由珍妮·蓋諾和弗雷德里克·馬區主演。原版電影現在已進入公有领域。
- 《星海浮沉錄》的第三版電影（英语：A Star Is Born (1976 film)）於1976年上映，由克里斯·克里斯托佛森和芭芭拉·史翠珊主演。
- 宝莱坞也於2013年將其改編成《誓愛如歌2（英语：Aashiqui 2）》，由阿狄提亞·羅伊·卡潑爾和施拉達·卡普爾主演。
- 布萊德利·庫柏在2016年宣布將改編並執導《星海浮沉錄》作為自己的導演處女作，並由他和女神卡卡主演。這部第四版電影於2018年10月5日上映並大受好評。[37]

《星海浮沉錄》的四版好萊塢電影都獲得了至少四次奧斯卡獎提名。

### 延伸閱讀
- Haver, Ronald.  (hardcover) first. New York: Alfred A. Knopf. 1988. ISBN 0-394-53714-9.
- McGilligan, Patrick. . New York: St. Martin's Press. 1991. ISBN 978-0-312-05419-9.

## 外部連結
- 美国电影学会目录上的《星海浮沉錄》（英文）
- 互联网电影数据库（IMDb）上《星海浮沉錄》的资料（英文）
- TCM电影资料库上《星海浮沉錄》的资料（英文）
- 爛番茄上《星海浮沉錄》的資料（英文）
- AllMovie上《星海浮沉錄》的资料（英文）
- A Star is Born at TheJudyRoom.com （页面存档备份，存于）
- A Star Is Born discography at TheJudyRoom.com （页面存档备份，存于）
- 《盧克斯廣播劇場（英语：Lux Radio Theatre）》的《星海浮沉錄》一集：1942年12月28日播出，由茱蒂·嘉蘭和沃尔特·皮金主演。